# Bolewice (województwo zachodniopomorskie)

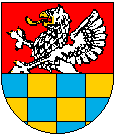
Nieoficjalny herb wsi Bolewice

Bolewice (niem. Bärfelde) – wieś sołecka w Polsce położona w województwie zachodniopomorskim, w powiecie choszczeńskim, w gminie Pełczyce.
Wieś leży ok. 2 km na północny wschód od Pełczyc, między Pełczycami a miejscowością Przekolno.

## Historia
Wieś wzmiankowana w źródłach po raz pierwszy w roku 1337. Część ziem należała najpewniej do klasztoru cysterek w Pełczycach. Pod koniec XV wieku właścicielami wsi był ród von Waldów, który w 1537 r. przejął majątek klasztorny. Dobra v. Waldowów w 1. poł. XVIII wieku zostały wykupione i włączone w skład domeny królewskiej. Od około poł. XV wieku istniał w Bolewicach kościół. W drugiej połowie XIX wieku była to stosunkowo duża wieś z 18 gospodarstwami chłopskimi i 3 zagrodniczymi. W Bolewicach istniał niewielki (ok. 100 ha) folwark domenalny, ale była to przede wszystkim bogata wieś chłopska. W końcu XIX w. na obrzeżu wsi stał wiatrak, co potwierdza źródło kartograficzne; w tym samym mniej więcej czasie założono drugi cmentarz. W 1926 r. Bolewice miały 388 mieszkańców. Po II wojnie światowej wieś rolników indywidualnych.
W latach 1945–54 i 1973–75 miejscowość administracyjnie należała do powiatu myśliborskiego. W latach 1954–1959 wieś należała i była siedzibą władz gromady Bolewice, po jej zniesieniu w gromadzie Pełczyce. W latach 1975–1998 miejscowość administracyjnie należała do województwa gorzowskiego. W roku 2011 wieś liczyła 233 mieszkańców.

## Zabytki
Do wojewódzkiego rejestru zabytków wpisane są:
- kościół pw. Matki Bożej Częstochowskiej z drugiej połowy XV wieku, przebudowany w 1928 roku; kościół filialny, rzymskokatolicki należący do parafii pw. Narodzenia NMP w Pełczycach, dekanatu Barlinek, archidiecezji szczecińsko-kamieńskiej, metropolii szczecińsko-kamieńskiej. Pierwsze wzmianki o bolewickim kościele pochodzą z XV wieku. Budowa obecnej auli liturgicznej została podobno wykonana przez zakon Krzyżaków, godło zakonu stoi na dwóch rogach górnych nawyin cornu epistola et in cornu evangelii. Jego budowa została rozpoczęta w stylu gotyckim. Następnie pełniła funkcję kaplicy w gospodarstwie majątku cysterskiego z Pełczyc. Jej losy od początku odzwierciedlają życie polityczne Nowej Marchii, z którego Bolewice było najbardziej zaawansowaną miejscowością leżącą na samej granicy zachodniej, chronioną przez naturalną twierdzę lasów. W roku 1537 została przyjęta na majątku rodu von Waldów, który w 1538 r. oficjalnie uznał luteranizm za religię obowiązującą na terytorium Nowej Marchii pod władztwem Jana z Kostrzyna, rok wcześniej niż margrabia Joachim. Wiara luterańska, dotąd pozostająca w Nowej Marchii niemal w swoistym podziemiu zaczęła szybko się rozprzestrzeniać. Kościół w Bolewicach stał się kaplicą pałacową, być może temu okresowi trzeba przypisać budowę ołtarza centralnego oraz freski na ścianach i w sklepieniach przedstawiających m.in. tzw. różę lutrową, godło reformacji protestanckiej oraz gozdawa. Podanie głosi, że herbem tym Władysław Herman obdarzył rycerza Krystyna z Gozdawy za męstwo na polu walki; lilia symbolizowała niepokalane rycerstwo, a pawie pióra w klejnocie – mądrość. Herb ten nasuwa jednak przypuszczenia, że niektóre rodziny musiały przybyć do Polski z Węgier w XIV wieku, gdyż panowała tam wówczas andegaweńska rodzina o podobnym herbie. Prof. Przemysław Dąbkowski w swoich rozprawach wyraża przypuszczenie, że mogli to być Niemcy, którzy przybyli z Węgier. Prawdopodobnie przyszli z północnego wschodu z m. Bartfeld (obecnie Bardiów na Słowacji), gdzie żywioł niemiecki był wówczas bardzo silny. Od nazwy tego dawnego polskiego miasta może pochodzić nazwa krzyżacka Bärfelde obecnie Bolewice. Herbem tym pieczętował się również pochodzący z Saksonii (Nowosólc) wielki mistrz zakonu krzyżaków Hermann von Salza. Ponadto na ścianach obecne są również malowidła krzyża liliowego, odznaka jednego z orderów rycerskiego zakonu cysterskiego, który został zainstalowany na terenie pomorskim w XIII wieku. Te związki historyczne zostały wpisane w ten mały skarbiec, którym jest kościół bolewicki. To cudo historii, którego nie ma podobnego w naszej części kraju. Podziemia kościoła, do których był dostęp do lat 70. XX wieku były połączone z pałacem i z budynkami strategicznymi wsi.
- dawny cmentarz rycerski przy kościele, z XV-XIX wieku, z częścią dawnego parku dworskiego, z drugiej połowy XIX wieku 
  - dwie bramki cmentarne, murowane, z drugiej połowy XV wieku.